# 牛角龍屬
牛角龍屬（屬名：Torosaurus）是角龍科恐龍的一屬，生存於白堊紀晚期（馬斯垂克階）的北美洲，約6880萬到6550萬年前。化石發現於西部內陸海道西岸，北至薩克其萬省，南至德州。牛角龍擁有陸地動物中已知最大型的頭顱骨之一，長度為2.6公尺；只有最近命名的五角龍超越這個數值，長度為3公尺。
根據最新估計值，牛角龍的身長可能約9公尺，重量估計為4到6公噸。牛角龍的屬名意為「有孔的蜥蜴」，意指頭盾上的大型洞孔。與同時代的三角龍相比，牛角龍的頭盾較長、洞孔大、鱗骨較長，頭盾後方有五對以上的頸盾緣骨突。牛角龍的鼻角短，比較類似恐怖三角龍（T. horridus），而不類似Triceratops prorsus的長鼻角。
牛角龍的化石缺少幼年個體標本，因此牛角龍的有效性遭到質疑。在2010年，多群科學家研究角龍類的個體發生學，提出牛角龍可能不是獨立的屬，而是成年的三角龍，或是某種性別的三角龍。因為三角龍的標本仍未達到成熟階段，三角龍的頭顱骨凹處，與牛角龍的頭顱骨洞孔相符合。近年，另兩群科學家研究牛角龍、三角龍的幾個標本，提出兩者不是相同動物。

## 發現與種

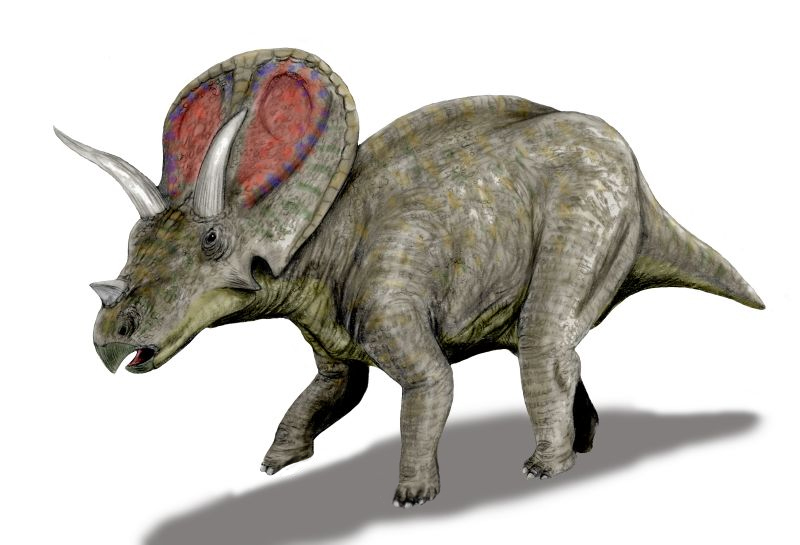
寬牛角龍的想像圖

在1891年，約翰·貝爾·海徹爾（John Bell Hatcher）在懷俄明州東南部發現了兩個牛角龍的部分頭顱骨，並在同年由奧塞內爾·查利斯·馬什（Othniel Charles Marsh）命名，晚於三角龍兩年。牛角龍的化石已在懷俄明州、蒙大拿州、南達科他州、北達科他州、猶他州、薩克其萬省等地發現。一些可能屬於牛角龍的破碎化石在德克薩斯州的大灣區、新墨西哥的聖胡安盆地發現。化石證據顯示牛角龍並不普遍，牠們的近親三角龍的化石較常發現。
牛角龍的名稱常被翻譯為「公牛蜥蜴」，但可能其實意為「有孔的蜥蜴」，意指牠們頭盾上的洞孔。命名者奧塞內爾·查利斯·馬什（Othniel Charles Marsh）可能是將牠們與三角龍的堅硬頭盾做比較。這些混淆導因於馬什從未在研究中明確的指出牛角龍的詞源。
牛角龍目前只有兩個有效種：
- 寬牛角龍（T. latus）：馬什 1891 (模式種)
- 猶他牛角龍（T. utahensis）：Lawson 1976

錯誤歸類種：
- 劍牛角龍（T. gladius）：馬什 1891 ( = 寬牛角龍)

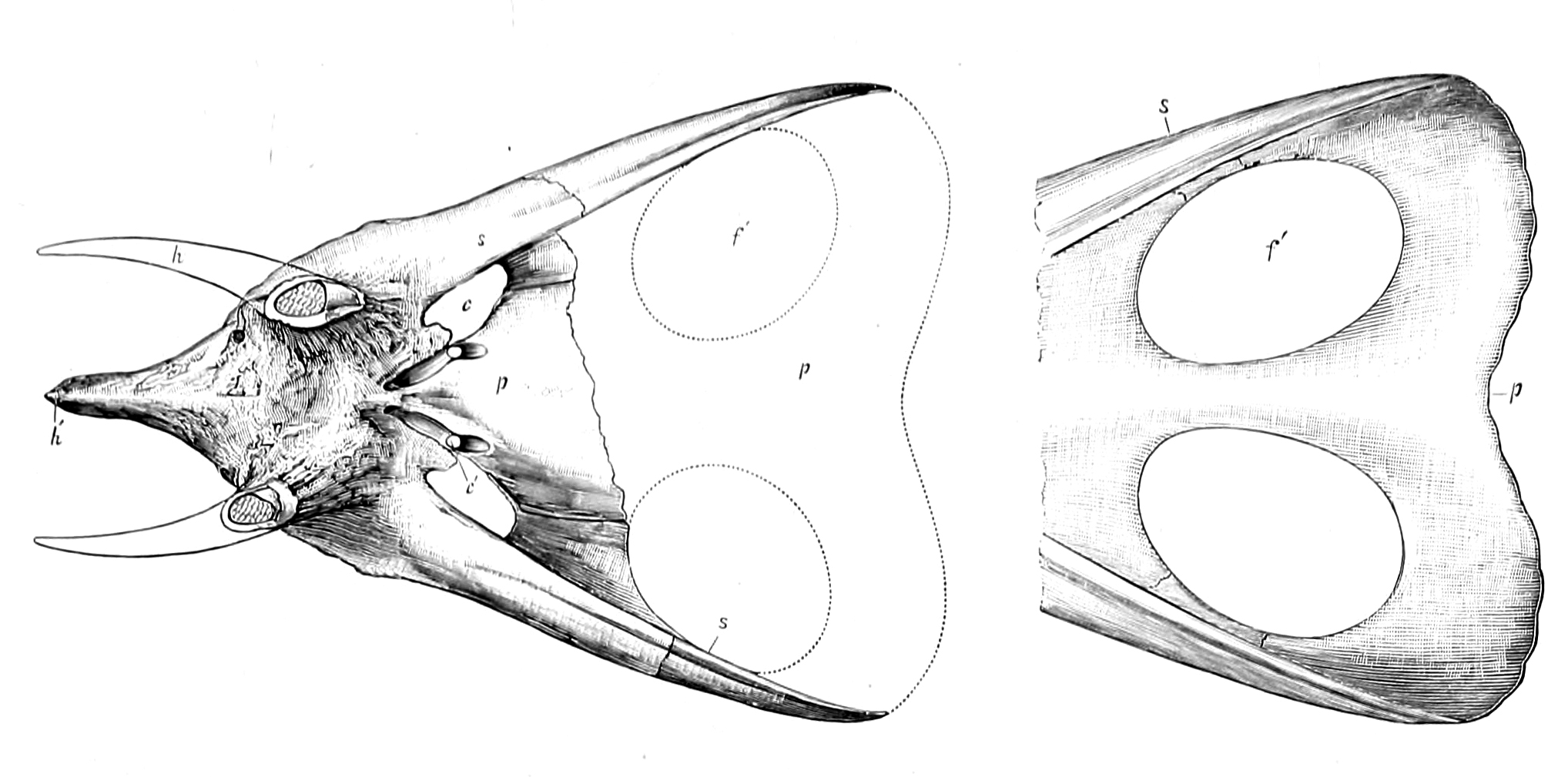
馬什的寬牛角龍、劍牛角龍素描圖

在1946年，吉爾摩將猶他牛角龍的化石命名為猶他無鼻角龍（Arrhinoceratops utahensis）。在2005年由Sullivan等人重新審視，並被認為較寬牛角龍古老。近年研究發現猶他牛角龍可能屬於無鼻角龍，或是該成立獨立屬。由於寬牛角龍的化石發現於地獄溪組的北部，而猶他牛角龍的化石發現於美國西南部，與阿拉摩龍共存，兩個地區的恐龍動物相很少重疊，因此兩者可能是不同屬。研究人員並未決定猶他牛角龍是否是獨立屬，但提出牛角龍是三角龍的成年個體。

## 分類

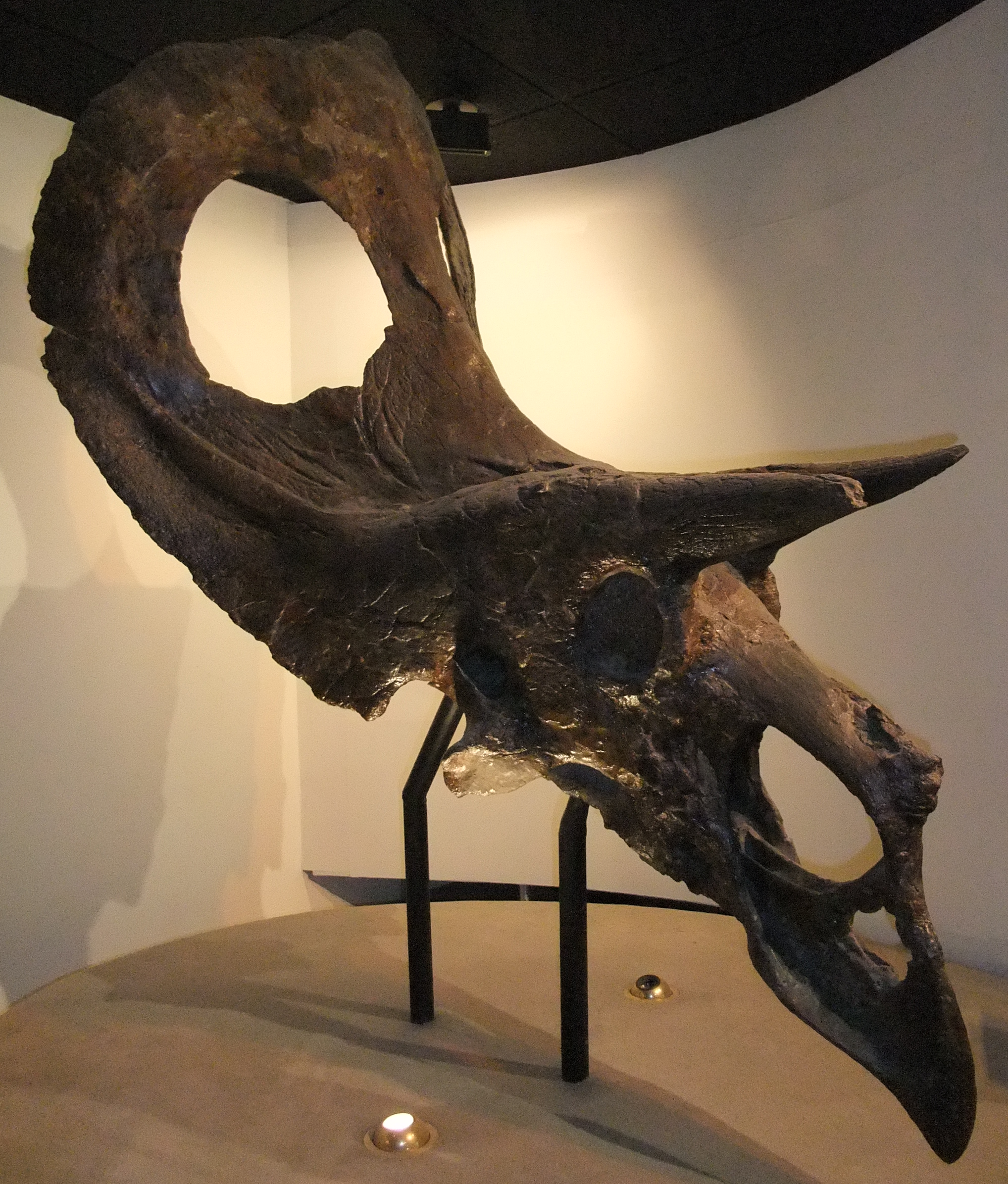
牛角龍的頭部重建模型

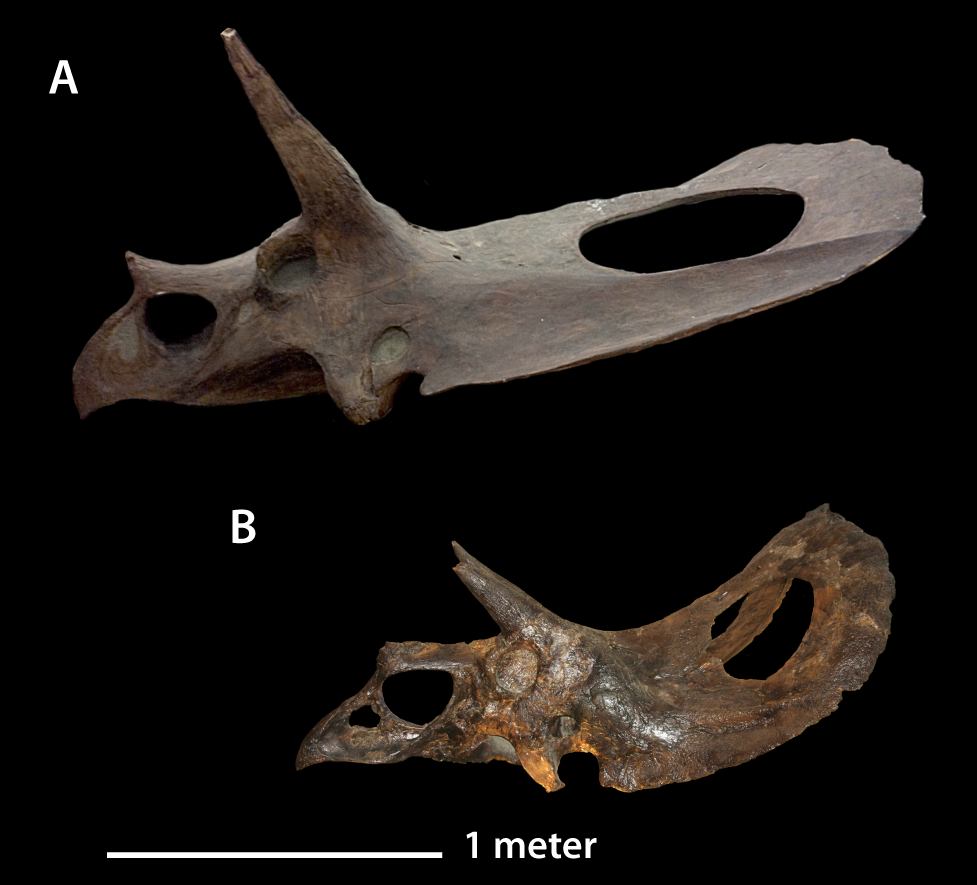
牛角龍的成年、亞成年頭顱骨

牛角龍屬於角龍亞目的角龍科開角龍亞科，角龍亞目恐龍是群植食性恐龍，擁有類似鸚鵡的喙狀嘴，生存於侏儸紀與白堊紀的北美洲與亞洲。近年，德州大彎曲國家公園的Javelina地層挖出的幼年角龍類化石，與牛角龍的成年顱骨有相似處，而被歸類於猶他牛角龍的類似種（T. cf. utahensis ）。
最近的研究顯示牛角龍的親緣關係最接近三角龍。近年有科學家研究蒙大拿州地獄溪組角龍類化石的個體發生學，提出牛角龍可能不是獨立的屬，而是成年的三角龍。
蒙大拿大學的傑克·霍納（Jack Horner）在一個公開演講中提出牛角龍是三角龍其中一個性別的成年個體。霍納發現角龍類的顱骨具有化生性骨骼（metaplastic bone）的組織，這種組織會隨者年齡的增長，發生型態上的變化。他認為三角龍的額角會隨者年齡不同而變化，幼年時會向前彎曲，成年時會往後彎曲。他同時指出目前沒有牛角龍的幼年化石，而且三角龍的近成年個體化石中有接近50%的頭盾上有兩個較薄部份，與牛角龍頭盾上的兩個洞相符。這個理論認為所有的成年三角龍擁有堅硬的頭盾，但在達到性成熟以前，其中一個性別或某群會發展出較長的頭盾，以供展示用。為了平衡延長頭盾的重量，必須在頭骨上發展出洞孔。這個理論可以解釋年輕牛角龍標本的缺乏，也解釋了與亞成年三角龍的頭盾中的厚部薄部位置的一致性，但這個理論沒有被廣泛地接受。John Scannella在英國的一場脊椎動物化石學會會議上，也提出牛角龍不是獨立的屬，而是成年的三角龍，或是某種性別的三角龍。隔年，兩人發表更詳細的研究，研究地獄溪組的29個三角龍、9個牛角龍的頭顱骨標本，提出生存於相同時代與環境的牛角龍、雙角龍、三角龍，都是同種動物。
在2011年，Andrew Farke提出反對意見，他認為雙角龍有足夠的差異，應為獨立屬，而且是三角龍的近親；而三角龍/牛角龍年齡差異的假設中，生長途中增長的頸盾緣骨突、頭盾產生洞孔、頭盾延長等生長模式，其他角龍科恐龍在生長時並沒有發現這些生長模式。

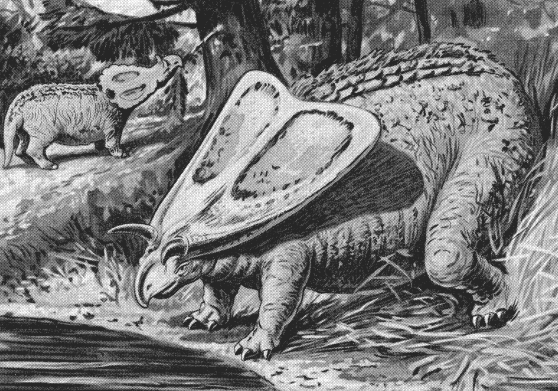
牛角龍的過時繪畫，1905年繪製

## 古生物學
如同所有角龍亞目恐龍，牛角龍是植食性恐龍。在白堊紀期間，開花植物的地理範圍有限，所以牛角龍可能以當時的優勢植物為食，例如：蕨類、蘇鐵、針葉樹。牠們可能使用銳利的喙狀嘴咬下樹葉或針葉。

## 大眾文化
- 牛角龍出現在BBC與探索頻道的電視節目《與恐龍共舞》（Walking with Dinosaurs）。